# Hwangmaesan

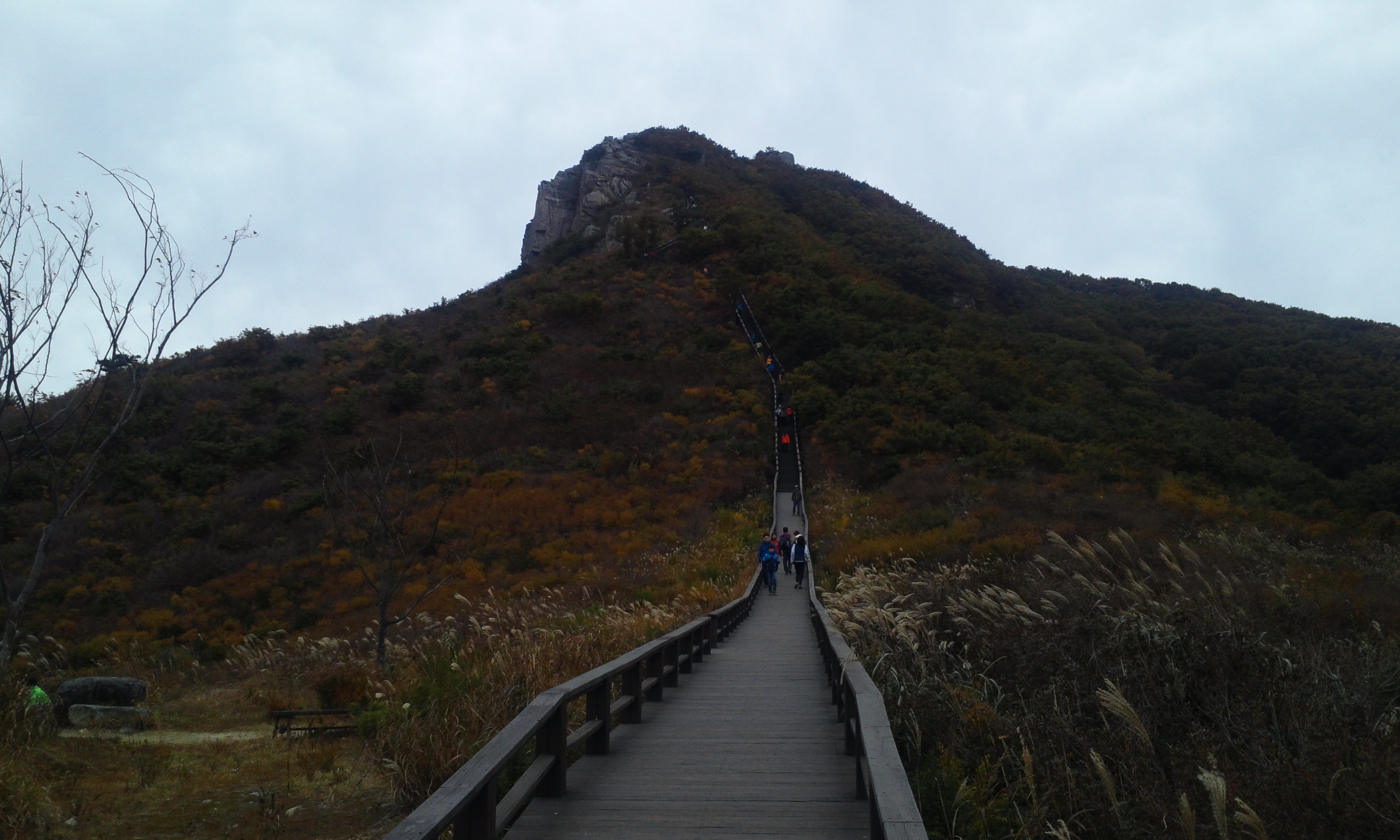
Visita ao Parque Provincial de Hwangmaesan durante a estação outonal do ano 2014

Hwangmaesan é uma montanha de Gyeongsangnam-do, no sudeste da Coreia do Sul. Tem uma altitude de 1 108 metros e conta com três picos principais: Habong, Jungbong e Sangbong.
Também é um lugar onde o grande monge budista Muhak [en], da dinastia Goryeo, praticava seu ascetismo. A montanha foi designada como Parque Nacional em 1983 e selecionada como um dos cinquenta lugares mais bonitos da Coreia pela CNNgo [en] em 2012.